# Арен Спило
Арен Спило (англ. Ahren Spylo; 6 грудня 1983, місто Ватерлоо, провінція Онтаріо) — професійний канадсько-німецький хокеїст, нападник.

## Кар'єра
Спило з середини сезону 2002/03 років виступає за клуб «Віндзор Спітфаєрс» в ОХЛ та змінює в ході сезону його на іншу команду цієї Ліги «Ошава Дженералс». В складі «Віндзор Спітфаєрс» зіграв 136 матчів (у тому числі 16 ігор плей-оф), здобув 58 очок (37 + 21), в «Ошаві Дженералс» провів 33 гри (у тому числі 13 матчів плей-оф), набрав 29 очок (20 + 9). 
У Драфті НХЛ 2002 року був обраний у третьому раунді під 85 номером Нью-Джерсі Девілс.
У сезоні 2003/04 зіграв 42 гри за «Олбані Девілс» (АХЛ) і набрав сім очок (4 + 3), також провів дві гри в International Hockey League за клуб «Адірондак АйсГоукс». Наступні два сезони Спило знову проводить за «Олбані Девілс» (95 матчів: 39 голів, 22 передачі). В сезоні 2006/07 Ахрен виступає за швейцарський «Давос» (17 матчів, 2 голи). Протягом сезону він змінює ще два рази клуби в Національній лізі А, спочатку грає за «Лангнау Тайгерс» та «Фрібур-Готтерон». В середині сезону 2006/07 років, переходить до Німецької хокейної ліги у клуб «Гамбург Фрізерс», де залишається до кінця сезону. У наступному сезоні Спило підписав річний контракт з «Сінупрет Айс Тайгерс», де стає одним з лідерів команди. У вересні, нападник був обраний журналом Eishockey News, хокеїстом місяця.
Сезон 2008/09 років провів у російському клубі «Витязь» з Чехова (КХЛ) — 28 матчів, 19 очок (12 + 7). В наступному сезоні він повертається до німецького чемпіонату в клуб «Адлер Мангейм» — 36 матч (2 в плей-оф), набрав 31 очко (14 + 17), в плей-оф 2 очка (1 + 1). У квітні 2010 року Ахрен підписує контракт з ХК «Біль» (НЛА). В свій перший сезон стає найкращим бомбардиром команди — 38 очок (19 + 19). У своєму другому сезоні, також один із найкращих бомбардирів (19 голів, 15 передач). У жовтні 2012 року, Спило розірвав хрестоподібні зв'язки в матчі проти ХК «Давос» і вибув до кінця сезону. У складі «Біля» Арен відіграв ще чотири сезони, після чого ще один чемпіонат провів у складі «Давосу» та завершив кар'єру.

## Інше
Арен Спило має як німецьке так і канадське громадянство, мати в нього за походженням німкеня, а батько канадієць.
Його старший брат Адам в даний час грає за ХК «Фрайбург», кілька років тому, виступав в Німецький хокейній лізі, зокрема, за «Нюрнберг Айс Тайгерс».

## Нагороди та досягнення
- 2009 В команді усіх зірок Кубка Шпенглера у складі клубу «Адлер Мангейм».[3]

## Статистика
| Сезон     | Клуб                   | Ліга      | Регулярний сезон | Регулярний сезон | Регулярний сезон | Регулярний сезон | Регулярний сезон | Плей-оф | Плей-оф | Плей-оф | Плей-оф | Плей-оф |
| Сезон     | Клуб                   | Ліга      | І                | Г                | П                | О                | ШХ               | І       | Г       | П       | О       | ШХ      |
| --------- | ---------------------- | --------- | ---------------- | ---------------- | ---------------- | ---------------- | ---------------- | ------- | ------- | ------- | ------- | ------- |
| 1999–00   | «Стрітсвілль Дербіс»   | ОЮХЛ      | 11               | 1                | 5                | 6                | 10               | —       | —       | —       | —       | —       |
| 2000–01   | «Віндзор Спітфаєрс»    | ОХЛ       | 46               | 6                | 4                | 10               | 56               | 7       | 3       | 1       | 4       | 16      |
| 2001–02   | «Віндзор Спітфаєрс»    | ОХЛ       | 52               | 19               | 11               | 30               | 100              | 9       | 4       | 1       | 5       | 23      |
| 2002–03   | «Віндзор Спітфаєрс»    | ОХЛ       | 22               | 5                | 4                | 9                | 30               | —       | —       | —       | —       | —       |
| 2002–03   | «Ошава Дженералс»      | ОХЛ       | 20               | 15               | 7                | 22               | 25               | 13      | 5       | 2       | 7       | 10      |
| 2003–04   | «Олбані Рівер-Ретс»    | АХЛ       | 42               | 4                | 3                | 7                | 24               | —       | —       | —       | —       | —       |
| 2004–05   | «Олбані Рівер-Ретс»    | АХЛ       | 50               | 25               | 11               | 36               | 18               | —       | —       | —       | —       | —       |
| 2005–06   | «Олбані Рівер-Ретс»    | АХЛ       | 45               | 14               | 11               | 25               | 51               | —       | —       | —       | —       | —       |
| 2006–07   | «Давос»                | НЛА       | 17               | 1                | 4                | 5                | 30               | —       | —       | —       | —       | —       |
| 2006–07   | «Лангнау»              | НЛА       | 3                | 2                | 1                | 3                | 8                | —       | —       | —       | —       | —       |
| 2006–07   | «Фрібур-Готтерон»      | НЛА       | 4                | 1                | 0                | 1                | 4                | —       | —       | —       | —       | —       |
| 2006–07   | «Гамбург Фрізерс»      | ДХЛ       | 13               | 5                | 1                | 6                | 8                | 7       | 2       | 2       | 4       | 18      |
| 2007–08   | «Сінуперт Айс Тайгерс» | ДХЛ       | 56               | 41               | 23               | 64               | 56               | 5       | 2       | 2       | 4       | 20      |
| 2008–09   | «Витязь» (Чехов)       | КХЛ       | 28               | 12               | 7                | 19               | 59               | —       | —       | —       | —       | —       |
| 2009–10   | «Флорида Еверблейдс»   | ХЛСУ      | 2                | 1                | 0                | 1                | 0                | —       | —       | —       | —       | —       |
| 2009–10   | «Адлер Мангейм»        | ДХЛ       | 34               | 14               | 17               | 31               | 50               | 2       | 1       | 1       | 2       | 0       |
| 2010–11   | «Біль»                 | НЛА       | 49               | 19               | 19               | 38               | 40               | —       | —       | —       | —       | —       |
| 2011–12   | «Біль»                 | НЛА       | 45               | 15               | 15               | 30               | 43               | 5       | 4       | 0       | 4       | 18      |
| 2012–13   | «Біль»                 | НЛА       | 9                | 4                | 2                | 6                | 20               | —       | —       | —       | —       | —       |
| 2013–14   | «Біль»                 | НЛА       | 47               | 16               | 22               | 38               | 30               | —       | —       | —       | —       | —       |
| 2014–15   | «Біль»                 | НЛА       | 45               | 20               | 11               | 31               | 58               | 7       | 1       | 1       | 2       | 6       |
| 2015–16   | «Біль»                 | НЛА       | 35               | 10               | 12               | 22               | 8                | —       | —       | —       | —       | —       |
| 2016–17   | «Давос»                | НЛА       | 3                | 1                | 0                | 1                | 0                | —       | —       | —       | —       | —       |
| ОХЛ разом | ОХЛ разом              | ОХЛ разом | 140              | 45               | 26               | 71               | 211              | 29      | 12      | 4       | 16      | 49      |
| АХЛ разом | АХЛ разом              | АХЛ разом | 137              | 43               | 25               | 68               | 93               | −       | −       | −       | −       | −       |
| НЛА разом | НЛА разом              | НЛА разом | 257              | 89               | 86               | 175              | 241              | 25      | 10      | 6       | 16      | 57      |
| КХЛ разом | КХЛ разом              | КХЛ разом | 28               | 12               | 7                | 19               | 59               | −       | −       | −       | −       | −       |
| ДХЛ разом | ДХЛ разом              | ДХЛ разом | 69               | 46               | 24               | 70               | 64               | 12      | 4       | 4       | 8       | 38      |